# Lidingö (ø)
Lidingö er en ø, en kommune og en by, der ligger nordøst for det centrale Stockholm i Sverige. På øen ligger byen Lidingö. På svensk anvender man nogle gange den bestemte form Lidingön (på dansk Lidingøen) for at skelne øen fra byområdet.
59°22′N 18°09′Ø / 59.367°N 18.150°Ø